# Illumination Entertainment
Illumination Entertainment ist eine von Chris Meledandri im Jahr 2007 gegründete Filmproduktionsgesellschaft für Animationsfilme, die zu Universal Pictures gehört. Illumination ist hauptsächlich für die Filmreihen Ich – Einfach unverbesserlich, Pets, Sing und für Der Super Mario Bros. Film, ihren bisher erfolgreichsten Film, bekannt.

## Geschichte
Chris Meledandri, der bereits zuvor an der Produktion verschiedener Animationsfilme beteiligt war, gründete Illumination Entertainment im Jahr 2007 mit Unterstützung von Universal Pictures. Seit dem Jahr 2009 finanziert Universal Pictures im Rahmen einer exklusiven Partnerschaft alle Projekte des Studios.
Im August 2011 übernahm Illumination Entertainment das französische Animationsstudio Mac Guff und dessen 300 Mitarbeiter.
Ich – Einfach unverbesserlich 2 war als bislang einziger Film des Studios für einen Oscar als Bester animierter Spielfilm nominiert.

## Filmografie (Auswahl)
- 2010: Ich – Einfach unverbesserlich (Despicable Me)
- 2011: Hop – Osterhase oder Superstar? (Hop)
- 2012: Der Lorax (The Lorax)
- 2013: Ich – Einfach unverbesserlich 2 (Despicable Me 2)
- 2015: Minions
- 2016: Pets (The Secret Life of Pets)
- 2016: Sing
- 2017: Ich – Einfach unverbesserlich 3 (Despicable Me 3)
- 2018: Der Grinch (The Grinch)
- 2019: Pets 2 (The Secret Life of Pets 2)
- 2021: Sing – Die Show deines Lebens (Sing 2)
- 2022: Minions – Auf der Suche nach dem Mini-Boss (Minions: The Rise of Gru)
- 2023: Der Super Mario Bros. Film (The Super Mario Bros. Movie)
- 2023: Raus aus dem Teich (Migration)
- 2024: Ich – Einfach unverbesserlich 4 (Despicable Me 4)